# Josef Maxa
Brigádní generál Josef Maxa (31. července 1891 Medový Újezd – 9. dubna 1943 Věznice Plötzensee) byl československý legionář, důstojník a odbojář z období druhé světové války popravený nacisty.

## Život

### Mládí
Josef Maxa se narodil 31. července 1891 v Medovém Újezdě na Rokycansku. Vychodil obecnou školu v Mýtě, poté studoval na gymnáziu v Rokycanech. Během úřednického zaměstnání v železárnách v Holoubkově dva roky soukromě studoval na právnické fakultě Univerzity Karlovy. Studium mu ukončila první světová válka.

### První světová válka
Během první světové války bojoval Josef Maxa na ruské frontě, kde i jako praporčík 88. pěšího pluku c. a k. armády padl 7. února 1915 u Medzilaborců do zajetí. V březnu 1916 podal v Taškentu přihlášku do Československých legií, kam byl přijat v červnu téhož roku. Stal spoluzakladatelem 6. hanáckého pluku. Do Československa se vrátil v roce 1920 v hodnosti kapitána.

### Mezi světovými válkami
Po návratu do Československa zůstal Josef Maxa v armádě, nejprve sloužil v Olomouci a poté v Sabinově. Následně vyučoval na Vojenské akademii v Hranicích a také na velitelské škole v Praze. Období první republiky zakončil na postu velitele 38. pěšího pluku v Berouně.

### Protinacistický odboj
Po německé okupaci v březnu 1939 vstoupil do Obrany národa a podílel se vytváření organizační struktury na Berounsku, Lounsku a Kladensku. Za svou činnost byl zatčen gestapem 13. února 1940 v Kladně, kde byl zpočátku i vězněn. Během Heydrichiády byl vyslýchán a vězněn v Terezíně, Pankráci a Petschkově paláci. Výslechy nebyly úspěšné a tak byl Josef Maxa přesunut nejprve do Gollnowa a poté do Berlína. Dne 20. ledna 1943 byl odsouzen k trestu smrti a 9. dubna téhož roku popraven gilotinou v berlínské věznici Plötzensee. Jeho posledním přáním bylo být pohřben u rodičů v Mýtě u kostela svatého Štěpána, to mu ale nebylo splněno.

## Posmrtná ocenění
- Josef Maxa byl in memoriam povýšen do hodnosti brigádního generála
- Josefu Maxovi byl in memoriam udělen Československý válečný kříž 1939
- Dne 1. června 1947 byla Josefu Maxovi v Medovém Újezdě odhalena pamětní deska